# Mensonges et trahisons et plus si affinités...
Pour plus de détails, voir Fiche technique et Distribution.
Mensonges et trahisons et plus si affinités... est un film français de Laurent Tirard, sorti en 2004.

## Synopsis
Raphaël est un écrivain privé, un « nègre » : il écrit des autobiographies de célébrités du spectacle et regrette de n'avoir pas publié un roman à son nom. Malgré le soutien de sa petite amie Muriel, il ne parvient pas à se motiver pour l'autobiographie de Kevin, un grand footballeur. Il découvre que la fiancée du champion est Claire, son premier émoi d'étudiant dont il est toujours amoureux...

## Fiche technique
- Titre : Mensonges et trahisons et plus si affinités... (le titre est souvent abrégé Mensonges et trahisons)
- Réalisation : Laurent Tirard
- Scénario : Laurent Tirard et Grégoire Vigneron
- Musique originale : Philippe Rombi
- Musiques utilisées : Tom Jones (It's Not Unusual), Carla Bruni (Quelqu'un m'a dit)
- Photographie : Gilles Henry
- Montage : Valérie Deseine
- Décors : Pierre Guffroy
- Costumes : Martine Rapin
- Création du générique : Monsieur Z
- Production : Olivier Delbosc, Marc Missonnier
- Société de production : Fidélité Films et EuropaCorp
- Société de distribution : EuropaCorp Distribution (France)
- Pays de production :  France
- Langue originale : français
- Format : couleur / 35 mm / 2.35:1 / Dolby
- Durée : 90 minutes
- Genre : comédie romantique
- Dates de sortie :
  - France : 8 septembre 2004
  - Belgique : 14 septembre 2004

## Distribution
- Édouard Baer : Raphaël Jullian, nègre littéraire
- Marie-Josée Croze : Muriel Bellivier, architecte
- Clovis Cornillac : Kevin Storena, star du football
- Alice Taglioni : Claire, analyste financière, compagne de Kevin et ancien amour de Raphaël
- Éric Berger : Jeff, photographe raté et ami de Raphaël
- Jean-Michel Lahmi : Max, courtier en bourse et ami de Raphaël
- Jean-Christophe Bouvet : l'éditeur de Raphaël
- Jean Dell : le père de Raphaël
- Raphaël Fuchs : Raphaël adolescent
- Judith El Zein : la yuppie 1, 32 ans (femmes du speed-dating)
- Florence d'Azémar : la yuppie 2, 31 ans
- Suzanne Legrand : la yuppie 3, 33 ans
- Nuria Solé : le top-model

## Distinctions
- Rencontres cinématographiques franco-américaines d'Avignon 2004 : Prix Vision pour Gilles Henry
- César du meilleur acteur dans un second rôle 2005 pour Clovis Cornillac